# Batalla de Les Avins
La batalla de Les Avins o batalla de Avein se libró el 20 de mayo de 1635 durante la Guerra franco-española (1635-1659), dentro del contexto de la guerra de los Treinta Años (1618-1648) entre Francia y España.
La batalla se libró en la actual localidad belga de Les Avins, al sur de Huy, entonces Principado de Lieja. Fue el primer compromiso serio para los franceses, que habían entrado en la guerra solo tres meses antes.
El ejército francés estaba bajo el mando de los Mariscales de Francia , Urbain de Maillé, I° marqués de Brézé, y Gaspard III de Coligny, duque de Châtillon. Los españoles estaban al mando de Tomás Francisco de Saboya-Carignano, príncipe de Carignano.
El ejército español, que era inferior en número, fue rodeado y derrotado completamente en tan solo unas horas. Hasta 1.300 españoles murieron y 800 fueron capturados mientras el resto huyó.

## Consecuencias
El ejército francés se unió al holandés que llegó desde el norte, pero sus desacuerdos dieron a los españoles el tiempo para reorganizarse. Estos acosaron a los franceses con incursiones de caballería rápida. El ejército francés también sufrió por la falta de suministros y dinero, lo que provocó deserciones generalizadas. El cerco de Lovaina en 1635 por el ejército franco-holandés fue un completo fracaso.